# It's All in the Game (spelprogramma)
It's all in the game was een spelprogramma op de Nederlandse televisie dat tussen 1985 en 1988 door de NCRV werd uitgezonden.

## Geschiedenis
Het programma stond in het teken van de homecomputer, die toen heel populair was. Teams van middelbare scholieren met in elk team een bekende Nederlander namen het op tegen elkaar door computerspellen te spelen.
In 1987 veranderde het format van het programma enigszins: bekende Nederlanders gingen via de computer de strijd met elkaar aan en het winnende team mocht het opnemen tegen leden van het publiek voor de eindprijs.
Enkele van de spellen die in het programma voorkwamen, waren Tempo Typen en Topografie Nederland van het Nederlandse softwarehuis Radarsoft.

## Medewerkers
Presentatoren:
- Hans Brian (1985-1987)
- Henk Mouwe (1987-1988)

Commentaar:
- Herman Kuiphof (1986-1987)

Regie:
- René Stokvis (1985, 1987)
- John van de Rest (1986)
- Fred Hilberdink (1988)

Productie:
- René Stokvis (1985)
- René Oosterman (1986-1988)
- Mary de Haan (1987-1988)